# Lispe fuscipes
Lispe fuscipes este o specie de muște din genul Lispe, familia Muscidae. A fost descrisă pentru prima dată de Ringdahl în anul 1930.
Este endemică în Islanda. Conform Catalogue of Life specia Lispe fuscipes nu are subspecii cunoscute.